# Hatillo (Porto Rico)
Hatillo è una città di Porto Rico situata sulla costa nord-occidentale dell'isola. L'area comunale confina a est con Arecibo, a sud con Lares e Utuado e a ovest con Camuy. È bagnata a nord dalle acque dell'oceano Atlantico. Il comune, che fu fondato nel 1823, oggi conta una popolazione di quasi 39 000 abitanti ed è suddiviso in 10 circoscrizioni (barrios).